# Régime électoral français de 1789 à 1830
 (mai 2007).
 (novembre 2017).
 (juin 2020).

## Sous laMonarchie constitutionnelle
En 1791, on peut réunir les critères faisant la citoyenneté et donc la capacité à établir les membres de l'Assemblée nationale autour de trois principes :
- payer l'impôt (c'est-à-dire le cens) : il faut payer une contribution égale à trois journées de travail. Ceux qui paient cet impôt, ceux qui travaillent, peuvent participer à la vie politique. Sieyès justifie cette distinction par le modèle de la République romaine : les citoyens étaient répartis en différentes catégories par le censeur selon le cens qu’ils payaient. Ceux qui paient le plus d’impôt sont les plus fortunés. Ce critère économique conduit à recréer une aristocratie, fondée sur la richesse. Le cens reste assez peu élevé mais cette condition conduit néanmoins à l’exclusion d’un tiers des citoyens ;
- le volontariat politique : la volonté d’adhérer au régime politique. Pour accéder à la qualité de citoyen actif, il faut prêter le Serment civique, le serment de fidélité à la Constitution. L'autre critère est l’inscription à la Garde nationale, c'est-à-dire la participation à la protection militaire ;
- l’indépendance de jugement : il faut être capable de raisonner, de juger par soi même. Les femmes sont ainsi exclues des droits civiques (Condorcet a lutté pour faire reconnaître les droits de la femme). Les domestiques sont dépourvus de toute indépendance de jugement, ainsi que les moins de 25 ans (maturité).

## Sous laConvention
En 1793, l'article 7 de la Constitution (constitution qui ne fut jamais appliquée) précise que « le peuple souverain est l'universalité des citoyens français ». La Constitution instaure le suffrage universel masculin que réclamait notamment Robespierre : tous les Français de 21 ans peuvent participer à la voie politique en désignant leurs représentants. Mais la Constitution va encore plus loin en reconnaissant le droit de suffrage aux étrangers sous certaines conditions :
- être domicilié en France depuis un an,
- avoir épousé une Française,
- ou avoir adopté un Français,
- ou avoir nourri un vieillard.

Le suffrage universel est large mais pas absolu. Une autre caractéristique de la Constitution était le référendum. Cela signifie que le peuple serait consulté lors du processus d’adoption des lois.

## Sous leDirectoire
En 1795, Boissy d'Anglas disait qu'une « démocratie absolue et une égalité sans limites sont incontestablement les écueils les plus redoutables pour la véritable liberté. Nous devons être gouvernés par les meilleurs. Les meilleurs sont les plus instruits et les plus intéressés au maintien des lois », Boissy d'Anglas vise ici sans le dire les propriétaires. C'est donner raison à Voltaire contre Rousseau. Les conditions pour être électeur au premier degré ou citoyen sont :
- être un homme
- avoir au moins 21 ans
- résider sur le territoire français depuis plus d'un an
- être inscrit sur un registre civique (ce qui suppose de savoir lire et écrire)
- payer un certain impôt (ce qui implique le suffrage censitaire).

La citoyenneté est accordée aux étrangers selon des conditions très strictes, principalement économiques auquel s'ajoute le fait d'être marié à une femme française (la femme ne détient pas la citoyenneté mais la transmet). Sont exclus les domestiques ou ceux qui ont résidé plus de 7 ans à l'étranger (ceux qui sont ici visés sont les émigrés). Les citoyens se réunissent dans le cadre d'assemblée primaire pour élire des électeurs.
Pour être électeur au second degré, il faut :
- avoir 25 ans révolu
- être propriétaire d'un bien d'une certaine valeur (ils sont environ 30 000).

La population française est alors de 27 ou 28 millions. Les électeurs peuvent ensuite élire les députés. Pour être député il faut :
- avoir atteint l'âge de 30 ans pour être élu à la Chambre basse
- et 40 ans pour être élu à la Chambre haute.

Le souci est toujours d'écarter les masses populaires, ignorantes des choses publiques.

## Sous leConsulat
En 1799, la qualité de citoyen est accordée à tous les Français masculins, mais cette qualité de citoyen confère des droits restreints, Bonaparte souhaitant établir en apparence un suffrage universel, mais en apparence seulement, développant à outrance le suffrage indirect et y mêlant des nominations.
La citoyenneté telle qu'elle est définie dans la Constitution de l'An VIII est largement reprise à la Constitution de l'An III. Toutefois, dans la Constitution de l'an VIII est écarté le suffrage censitaire et est rétabli le suffrage universel. Il faut ainsi :
- avoir plus de 21 ans
- être inscrit sur un registre civique
- et vivre depuis au moins un an sur le territoire français

Les citoyens n'ont que le droit de choisir des candidats, et de les établir dans ce que l'on appelle les listes de confiance. Le système inventé par Sieyès ressemble à une pyramide sur trois étages :
- Rez-de-chaussée : les citoyens d'un arrondissement vont choisir 10 % d'entre eux pour former des listes de confiance d'arrondissement
- 1er étage : ces citoyens de listes d'arrondissements vont choisir 10 % d'entre eux pour former des listes de confiances départementales
- 2d étage : ces citoyens de listes départementales vont choisir 10 % d'entre eux pour former une liste nationale.

A chacun de ces trois niveaux, les citoyens ne possèdent qu'un droit de présentation, c'est le gouvernement (Premier Consul et Sénat) qui choisit dans ces listes des fonctionnaires correspondant à chaque degré, les responsables administratifs de son choix qui obtiendront des responsabilités correspondant à leur niveau. Ainsi le suffrage universel est vidé de sa substance. La nomination remplace l'élection et permet surtout au gouvernement de contrôler à la fois l'administration et le pouvoir législatif.

## Sous le Consulat à vie
En 1802, le système des listes de confiance à trois niveaux imaginé par Sieyès est abandonné en l'an X, et remplacé par des collèges électoraux. Ceux-ci s'organisent à trois niveaux : canton, arrondissement, département. Les droits des citoyens appelés à former ces collèges sont renforcés, du moins au niveau cantonal. En effet, les électeurs ont le droit d'élire à l'échelle cantonale des juges de paix. Mais en réalité le rôle des citoyens et de ces collèges électoraux est très passif et limité. Et ce pour deux raisons :
Sauf l'élection des juges de paix, les collèges électoraux n'ont que le droit de proposer des candidats, le choix restant au Premier Consul
Le sénatus-consulte de l'an X réintroduit le suffrage censitaire. Pour les collèges de département, les électeurs doivent choisir des candidats parmi les 600 citoyens les plus fortunés. La propriété et les propriétaires représentent ce que Napoléon appelait lui-même l'une des « masses de granit » sur laquelle il entend stabiliser la vie politique et sociale. Napoléon va confirmer la vente des biens nationaux. La bourgeoisie devient par cette mesure, l'un des fondements sociaux du régime napoléonien.

## Sous leIer Empire
En 1804, le suffrage est le même que sous le Consulat viager. Cependant, le suffrage universel n'est pas réellement respecté :
- parce que les élections n'ont en réalité aucune valeur car il existe des dispositions transitoires en vertu desquelles les premiers représentants seront nommées par les sénateurs et consuls (Sieyès et Napoléon),
- parce que le cens a été rétabli
- parce qu'a été enlevé aux citoyens et au suffrage universel tout pouvoir de décision (ils peuvent seulement nommer des candidats et pas élire des représentants)

Il suppose en même temps une souveraineté populaire, qui s'exerce par le biais des plébiscites. Le peuple souverain est consulté et approuve la modification de la Constitution.

## Sous laRestauration
En 1814, un bon exemple de compromis de la monarchie constitutionnelle, c'est le suffrage censitaire. À la fois, Louis XVIII et les rédacteurs de la Charte acceptent que la Chambre des députés soit élue et non nommée par le roi, mais en même temps ils refusent le suffrage universel, acquis révolutionnaire qui n'a pourtant jamais été réellement pratiqué jusque-là. De plus étant donné que ni la Nation ni le Peuple ne sont souverains (cela remettrait en cause l'idée même de monarchie), il n'y a pas de raison que le droit de vote lui soit uniformément accordé.
Pour être électeur, il faut :
- avoir atteint l’âge de 30 ans : mesure qui devait garantir un certain conservatisme de la Chambre des députés ;
- payer un impôt direct d’un montant élevé (300 francs). Par conséquent sur 30 millions d’habitants, seuls 100 000 peuvent être électeurs (soit moins de 1 %).

Pour être éligible, les conditions sont encore plus strictes et nécessitent :
- d'avoir au moins 40 ans ;
- de payer un impôt direct d'au moins 1 000 francs.

On parle à nouveau de prolétariat pour désigner l'ensemble de la population qui ne peut pas être élue, c'est-à-dire la classe ouvrière et les plus pauvres, à savoir qu'un ouvrier gagne à l'époque environ 900 francs par an ; 900 francs pour un ouvrier, alors qu'au même moment un conseiller d’État (pour être auditeur, il faut être fortuné) gagne environ 25 000 francs. Le revenu annuel d'un ouvrier est donc inférieur à l’exigence posée pour être éligible.
La restriction est telle que commence à apparaître une distinction entre le pays réel (le nombre d’habitants qui vivent sur un territoire et composent l'État) et le pays légal (ceux qui votent et qui participent donc à l'administration de cet État).
En outre, les élections sont contrôlées par le gouvernement de multiples manières. En ne respectant pas le secret du vote par exemple (il n'y a pas d’isoloir, le vote est public et le gouvernement sait qui compose l'opposition), ou en exerçant des pressions sur les préfets à l'occasion des élections annuelles.

## Sources
- Textes originaux des Constitutions de 1789 à 1830
- Cours d'Histoire des institutions de 1re année de licence de droit à l'université Paris V René Descartes